# Retábulo de Issenheim

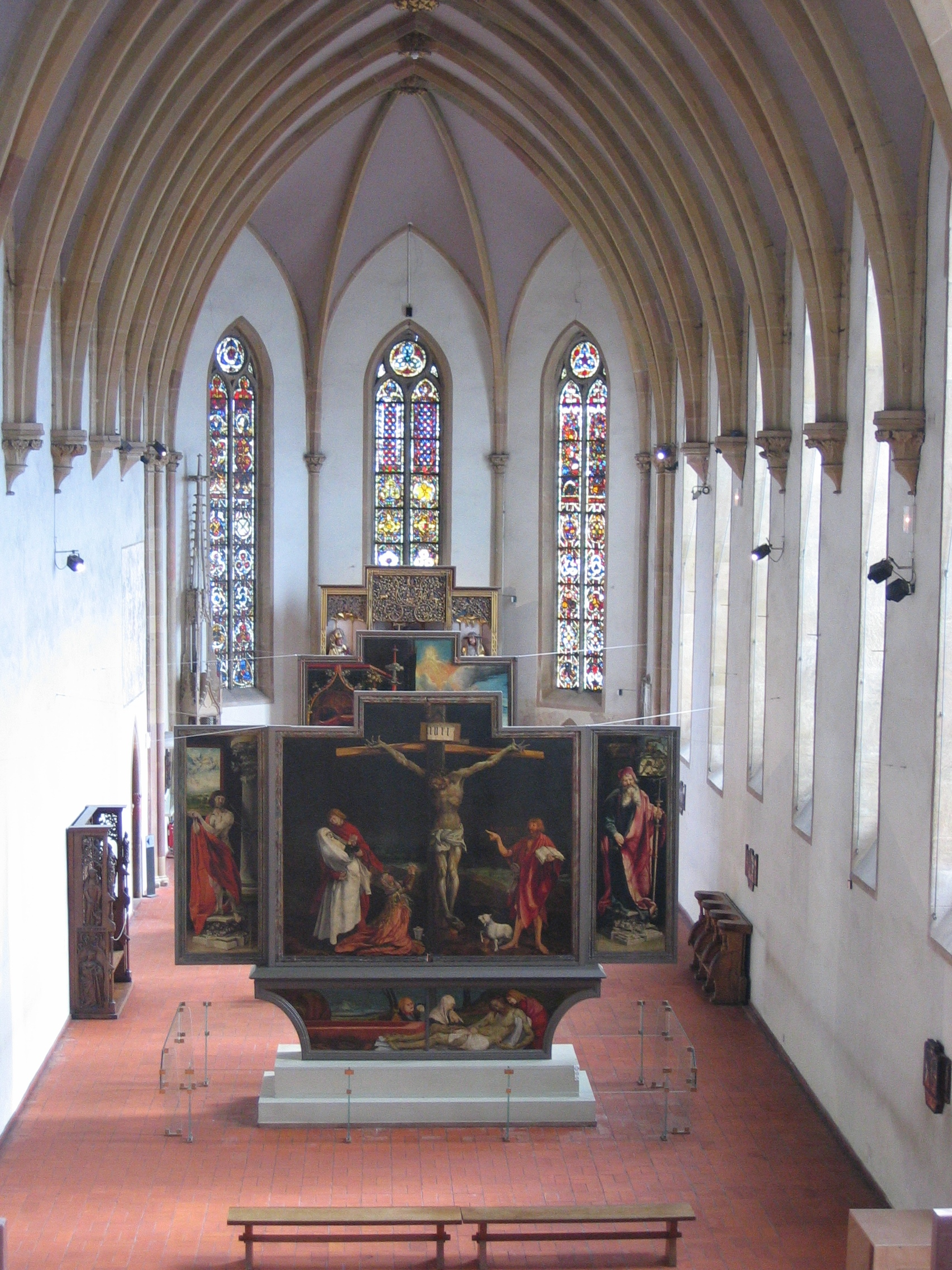
Retábulo de Issenheim tal e qual se encontra exposto no Museu de Unterlinden de Colmar

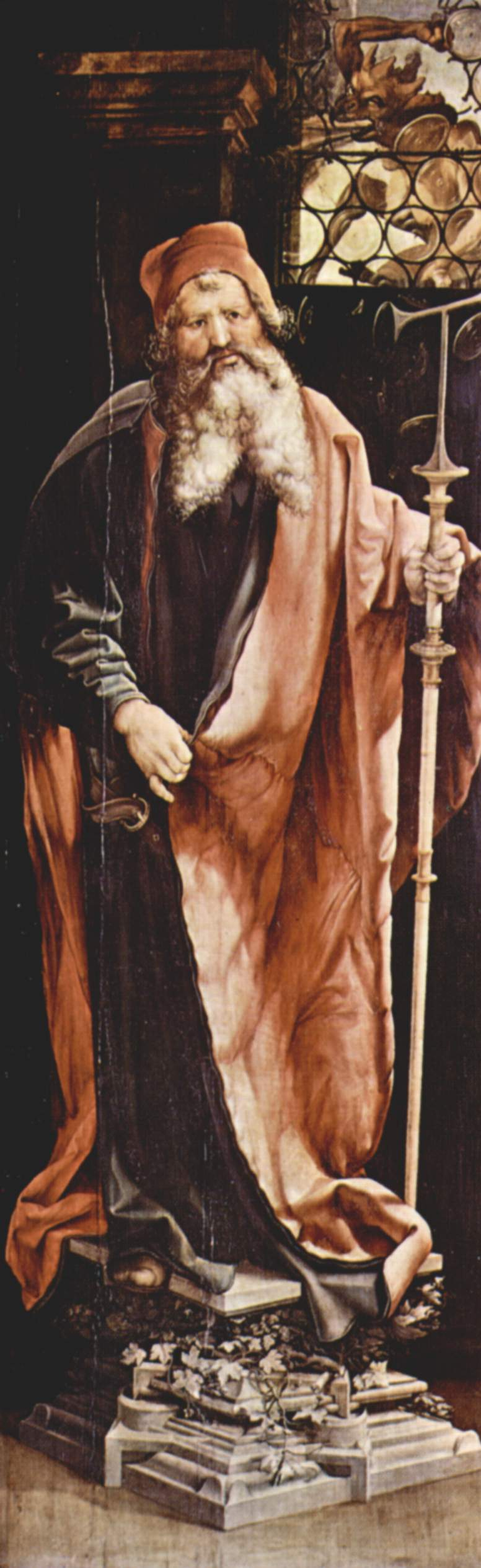
Santo Antônio, patrono dos antoninos, aba esquerda do retábulo fechado.

O Retábulo de Issenheim (em alemão, Isenheimer Altar, e em francês, Retable d'Issenheim) é a obra mestra do pintor alemão Matthias Grünewald. Foi elaborado entre 1512 e 1516. É formado por 9 painéis, sendo o mais conhecido a sua tábua central, com uma Crucificação, que mede 269 cm de alto, e 307 cm. de largo. 
Atualmente é exibido no Museu de Unterlinden de Colmar, Alsácia, França, onde é a sua peça principal e que lhe outorga o seu renome internacional. É exposto na capela.
É considerada uma das melhores obras de dois grandes mestres da época: o pintor alemão Grünewald pelos painéis pintados (1512—1516) e Nicolas de Haguenau para a parte esculpida (1500).

## História
Está consagrado a Santo Antônio (Santo Antão) e provém do convento da ordem dos antoninos em Issenheim, a sul de Colmar. A ordem dos antoninos ou antonitas foi fundada ao redor de 1070 em Saint-Antoine-em-Vennois, pequena povoação do Delfinado, situada entre Valence e Grenoble. Trata-se de uma ordem dedicada a assistir os doentes. O mosteiro dos antoninos de Issenheim (Alto Reno) fica sobre uma antiga via romana proveniente dos países germânicos, por Basileia, para os lugares de peregrinação tradicionais da Idade Média: Roma e Santiago de Compostela. Os monges desse mosteiro eram conhecidos pelo tratamento que faziam das doenças da pele, como o ergotismo.
Este retábulo foi realizado para o hospital desse mosteiro. Levavam ali aos doentes e aguardavam que Santo Antônio pudesse interceder para obter um milagre ao seu favor, ou pelo menos encontrariam consolo na contemplação das cenas ali representadas. Segundo a ideia da Idade Média, as imagens de meditação seriam uma "quase-medicina".
O claustro de Issenheim já tinha um retábulo, chamado "retábulo Orliaco". Este retábulo fechado amostra sobre as duas abas a cena da Anunciação. Sobre a aba esquerda encontra-se o Arcanjo Gabriel e sobre a direita, a Virgem Maria. Aberto, pode ser vista, sobre a aba esquerda, Maria com o Menino, e sobre a direita Santo Antônio e Jean de Orliaco (o reitor do claustro no momento da realização do retábulo). Martin Schongauer pintara, em 1475, estes quatro personagens a pedido do reitor do claustro. Aberto, as abas do "retábulo Orliaco"  enquadram uma escultura da Virgem a tamanho natural. Esta parte encontra-se atualmente no Louvre. Em 1485, Orliaco encomendou a Nicolas de Haguenau a criação de uma escultura para um retábulo. O historiador da arte Zierman considera que foi criada, provavelmente, porque chegou um momento no qual o retábulo de Orliaco foi considerado antiquado.
Comitente da obra de Grünewald foi o preceptor dos antoninos, o siciliano Guido Guersi. Não se é sabido em que momento Grünewald recebeu a encomenda da obra. Segue sendo igualmente um enigma por que Grünewald recebeu esta encomenda para um mosteiro situado ao pé da cordilheira dos Vosges.

## Análise
O retábulo de Issenheim é um retábulo políptico cujas diferentes configurações podiam ilustrar os diferentes períodos litúrgicos durante o culto de acordo às festas correspondentes. Tem dois conjuntos de abas, mostrando três configurações diferentes, e que se articulam em torno de um altar talhado composto de esculturas. O conjunto estaria sob um mainel gótico esculpido e dourado.
As cenas que contém são de uma intensidade dramática pouco comum, excepcional para a sua época. Não fica excluída desta obra a fantasia, o que a acerca a Hieronymus Bosch, nem certo maneirismo que torna este artista um gênio isolado e inclassificável.
Há elementos nesta  obra de uma estranha violência, quase desagradável. Expressa um misticismo violento. Ilustra as tendências artísticas de Grünewald: o expressionismo e o realismo da carne lastimada, ligando na mesma obra a sobriedade da composição e do fundo preto com a complexidade e a sobrecarrega da posta em cena, submergida em uma paisagem colorida, uma luz tão pronto solar quanto pálida, uma cor densa ou translúcida .

### Retábulo fechado
As suas portas fechadas mostram dois painéis centrais que formam uma cena da Crucificação, com o centro ocupado pela Cruz na que está Jesus Cristo, ligeiramente descentrado. Tem uma dramática expressividade, com um Jesus Cristo crispado, e quase putrefato, com feridas purulentas. A Virgem não é resignada, mas angustiada ao descobrir o corpo do seu filho crucificado. É sustentada por São João. Aos pés deles, a Madalena implora a Cristo. À direita vê-se a João Batista, que assinala com o dedo o corpo lívido e inanimado de Jesus. Aos lados, aparecem os santos Antão do Deserto à esquerda e São Sebastião à direita. 
Na predela pode ser observado um Enterro de Cristo ou Lamuria pelo Cristo morto, cheia de patetismo.

### Posição intermédia
A primeira abertura do políptico representa a vida da Virgem Maria, com cenas da Anunciação, o Concerto dos Anjos e uma Virgem e o Menino no centro e no painel da direita uma elegante Ressurreição.
Atinge umas dimensões de 3,36 metros de altura por 5,89 de largo. Estas tábuas da Ressurreição, ou Virgem com o Menino, resplandecem com um colorido fosforescente e misterioso, sem paralelismo algum com outras obras da época. A Virgem e o Menino têm uma grande doçura. A Anunciação apresenta um brilho incandescente e caloroso.

### Retábulo aberto
A segunda abertura descobre o altar original com as estátuas de Nicolas de Haguenau, ladeado por dois magistrais painéis de Grünewald: à esquerda A visita de Santo Antônio a São Paulo,  e à direita, uma terrível cena das As tentações de Santo Antônio, povoada de figuras diabólicas, gesticulares, parecida à obra de Hieronymus Bosch.
Quando os painéis se abrem, as esculturas de Cristo e dos apóstolos formam o soco do painel central esculpido.